# William Riley Burnett

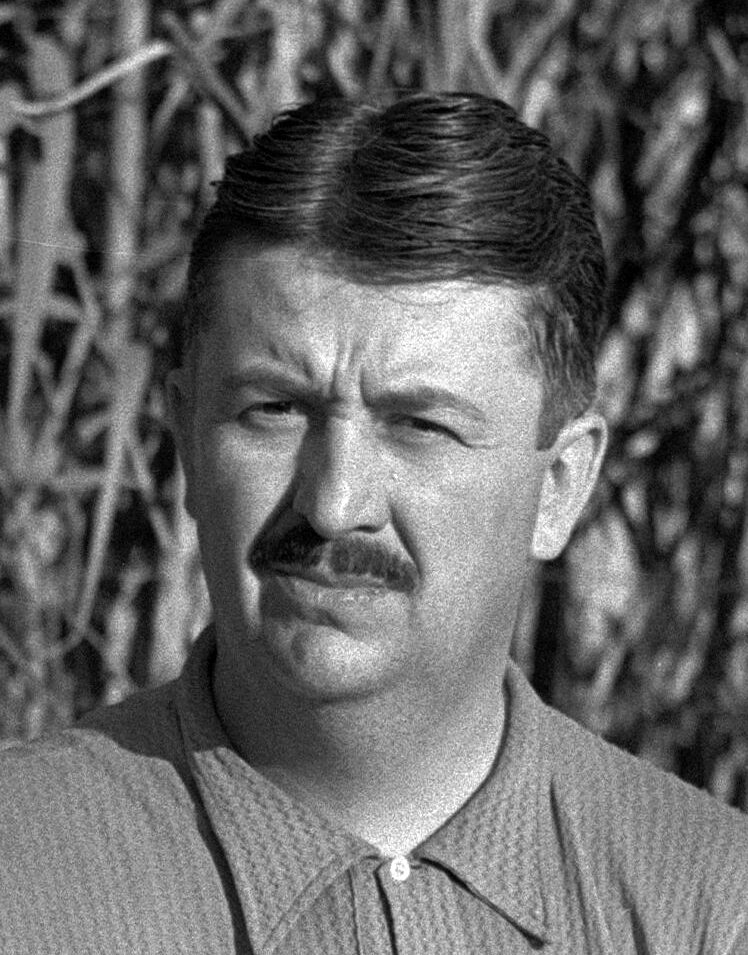
William Riley Burnett (1935)

William Riley Burnett bzw. W. R. Burnett (* 25. November 1899 in Springfield, Ohio; † 25. April 1982 in Santa Monica, Kalifornien) war ein amerikanischer Schriftsteller und Drehbuchautor.

## Leben
Burnett wurde in Springfield, Ohio, geboren. Nach dem Besuch des Miami Military Institute und der O.S.U. arbeitete er von 1920 bis 1927 als Statistiker im öffentlichen Dienst. 1927 legte er seine Stelle nieder und zog nach Chicago. Dort fand er eine Stelle als Nachtbedienung in einem heruntergekommenen Hotel. Das Milieu dieser Metropole, gezeichnet von Prostitution, Straßenkämpfen und Kriminalität, prägten ihn stark und inspirierten ihn zu seiner schriftstellerischen Tätigkeit. Sein Debütroman Little Caesar erschien 1929. 1930 gewann er den O. Henry Award für seine Kurzgeschichte Dressing-Up. Der Erfolg seines Erstlings brachte ihm bald eine Stelle als Drehbuchautor ein. 
W. R. Burnett schrieb mehrere Romane und arbeitete an etlichen Drehbüchern, die oft Adaptionen seiner Werke sind, darunter beispielsweise Scarface. Er arbeitete mit vielen Filmgrößen zusammen, unter anderem mit John Huston, John Ford, Howard Hawks, Humphrey Bogart, Marilyn Monroe, Steve McQueen und Sterling Hayden. Sein Skript für den Film Gesprengte Ketten (1962) war für den Oscar nominiert.
Für seine besonderen literarischen Leistungen im Krimi-Genre und die gleichbleibend hohe Qualität seiner Werke zeichneten ihn 1980 die Mystery Writers of America mit ihrer höchsten Auszeichnung, dem Grand Master Award, aus. Im gleichen Jahr ehrte ihn auch die Schwedische Krimiakademie (Svenska Deckerakademin) gemeinsam mit dem englischen Autor Geoffrey Household durch die Verleihung des Grand Master für sein bisheriges schriftstellerisches Lebenswerk.
Nach seinem Tod im Jahr 1982 wurde er im Forest Lawn Memorial Park in Glendale, Kalifornien, begraben.

## Filmografie
Literarische Vorlage
- 1931: Der kleine Cäsar (Little Caesar)
- 1932: Gesetz und Ordnung (Law and Order) – nach dem Roman Saint Johnson
- 1935: Stadtgespräch (The Whole Town’s Talking)
- 1940: Entscheidung in der Sierra (High Sierra)
- 1940: Schwarzes Kommando (Dark Command)
- 1943: Crash Dive
- 1948: Herrin der toten Stadt (Yellow Sky)
- 1950: Asphalt-Dschungel (The Asphalt Jungle)
- 1951: Ausgezählt (Iron Man)
- 1953: Die Bestie der Wildnis (Arrowhead)
- 1953: Die Hand am Colt (Law and Order)
- 1954: Wenn die Ketten brechen (Captain Lightfood)
- 1955: Gegen alle Gewalten (I Died a Thousand Times)
- 1956: Schach dem Mörder (Accused of Murder)
- 1958: Geraubtes Gold (The Badlanders)
- 1962: Kairo – null Uhr (Cairo)
- 1972: Cool Breeze (Hot Diamond)

Drehbuch
- 1932: Scarface
- 1941: Die Narbenhand (This Gun for Hire)
- 1941: Allein unter Gangstern (The Get-Away)
- 1942: Wake Island
- 1943: Spion im Orientexpreß (Background to Danger)
- 1945: Ein Mann der Tat (San Antonio)
- 1946: Eine Lady für den Gangster (Nobody Lives Forever) – nach seinem Roman I Wasn’t Born Yesterday
- 1947: Besuch in Kalifornien (The Man I Love)
- 1948: Tochter der Prärie (Belle Starr’s Daughter)
- 1951: Gangster (The Racket)
- 1954: Blut im Schnee (Dangerous Mission)
- 1955: Schakale der Unterwelt (Illegal)
- 1959: Der Schatz der Balearen (September Storm)
- 1960: Großstadt-Hyänen (The Lawbreakers)
- 1962: Die siegreichen Drei (Sergeants Three)
- 1962: Gesprengte Ketten (The Great Escape)
- 1963: Vier für Texas (4 for Texas)